# دتا (شهر)
شهر دتا (به رومانیایی: Deta) در شهرستان تیمیش در کشور رومانی واقع شده‌است. جمعیت این شهر ۶٬۴۲۳ نفر  است.